# Orival (Sena Marítim)
Orival és un municipi francès situat al departament del Sena Marítim i a la regió de Normandia. L'any 2007 tenia 955 habitants.

## Demografia

### Població
El 2007 la població de fet d'Orival era de 955 persones. Hi havia 368 famílies de les quals 92 eren unipersonals (60 homes vivint sols i 32 dones vivint soles), 108 parelles sense fills, 140 parelles amb fills i 28 famílies monoparentals amb fills.
La població ha evolucionat segons el següent gràfic:
Habitants censats

### Habitatges
El 2007 hi havia 420 habitatges, 384 eren l'habitatge principal de la família, 4 eren segones residències i 32 estaven desocupats. 363 eren cases i 57 eren apartaments. Dels 384 habitatges principals, 275 estaven ocupats pels seus propietaris, 102 estaven llogats i ocupats pels llogaters i 7 estaven cedits a títol gratuït; 8 tenien una cambra, 29 en tenien dues, 63 en tenien tres, 136 en tenien quatre i 148 en tenien cinc o més. 268 habitatges disposaven pel capbaix d'una plaça de pàrquing. A 179 habitatges hi havia un automòbil i a 173 n'hi havia dos o més.

### Piràmide de població
La piràmide de població per edats i sexe el 2009 era:
| Homes | Edats   | Dones |
| ----- | ------- | ----- |
| 0     | 95 o +  | 0     |
| 0     | 90 a 94 | 4     |
| 6     | 85 a 89 | 0     |
| 0     | 80 a 84 | 0     |
| 17    | 75 a 79 | 18    |
| 10    | 70 a 74 | 7     |
| 18    | 65 a 69 | 21    |
| 16    | 60 a 64 | 29    |
| 23    | 55 a 59 | 19    |
| 30    | 50 a 54 | 33    |
| 36    | 45 a 49 | 27    |
| 51    | 40 a 44 | 54    |
| 75    | 35 a 39 | 44    |
| 42    | 30 a 34 | 31    |
| 14    | 25 a 29 | 46    |
| 24    | 20 a 24 | 10    |
| 27    | 15 a 19 | 25    |
| 60    | 10 a 14 | 32    |
| 29    | 5 a 9   | 59    |
| 44    | 0 a 4   | 35    |

## Economia
El 2007 la població en edat de treballar era de 670 persones, 505 eren actives i 165 eren inactives. De les 505 persones actives 456 estaven ocupades (253 homes i 203 dones) i 49 estaven aturades (20 homes i 29 dones). De les 165 persones inactives 47 estaven jubilades, 60 estaven estudiant i 58 estaven classificades com a «altres inactius».

### Ingressos
El 2009 a Orival hi havia 381 unitats fiscals que integraven 914,5 persones, la mediana anual d'ingressos fiscals per persona era de 18.922 €.

### Activitats econòmiques
Dels 24 establiments que hi havia el 2007, 1 era d'una empresa alimentària, 7 d'empreses de construcció, 7 d'empreses de comerç i reparació d'automòbils, 1 d'una empresa de transport, 3 d'empreses d'hostatgeria i restauració, 1 d'una empresa financera, 1 d'una empresa immobiliària, 2 d'empreses de serveis i 1 d'una entitat de l'administració pública.
Dels 13 establiments de servei als particulars que hi havia el 2009, 1 era un taller de reparació d'automòbils i de material agrícola, 1 taller d'inspecció tècnica de vehicles, 1 paleta, 3 guixaires pintors, 1 fusteria, 2 lampisteries, 1 electricista i 3 restaurants.
L'únic establiment comercial que hi havia el 2009 era una fleca.

## Equipaments sanitaris i escolars
El 2009 hi havia una escola elemental.

## Poblacions properes
El següent diagrama mostra les poblacions més properes.